# 德堃
德堃（?—?），字载山，本姓李，江西人。清代高僧。
嘉庆年間居罗浮宝积寺，晚年成為大佛寺（今广州市惠福东路）住持。能诗亦能畫，尤精於人物寫生，時人以贯休視之。